# Zeynep Sultan
Zeynep Sultan (Karadeniz Powership 11, KPS11) — плавуча електростанція, створена на замовлення турецької компанії Karadeniz Energy (входить до складу Karadeniz Holding).
Судно, яке первісно мало назву «Павел Антокольський», спорудили у 1984 році на фінській верфі Valmet Oy Helsingin Telakka-Vuosaari у Гельсінкі як ліхтеровоз докового типу, тобто здатний занурюватись для прийому ліхтерів у трюм. Всього на борту могло розмітитись 6 барж типу «Дунай-море» (розміри 38,3х11х3,3 метра при вазі 1300 тонн) або 12 ліхтерів типу LASH (lighter aboard ship). Для заведення та виведення барж на борту судна також перевозили власний буксир. За необхідності «Павел Антокольський» міг приймати контейнери (513 двадцятифутових або 243 сорокафутові), пакетовані лісоматеріали або генеральні вантажі. Крім того, наявність кормової апарелі дозволяла провадити прийом та розвантаження техніки накатом.
По завершенні судно надійшло у розпорядження Радянського Дунайського пароплавства, як і ще три подібні ліхтеровози. Ці судна використовувались як фідерні ліхтеровози, тобто здійснювали перевезення барж між базовим портом (таким став споруджений спеціально для цього Усть-Дунайськ) та іншими портами басейну.
З 1992 по 1999 роки судно працювало в Українському Дунайському пароплавстві, після чого послідовно належало компаніям Smit International та Dockwise (відомі своїми напівзануреними суднами для транспортування негабаритних вантажів), де воно носило назви Smit Explorer та Explorer. Зокрема, у 2003-му Dockwise Yacht Transport пристосувало судно для транспортування яхт.

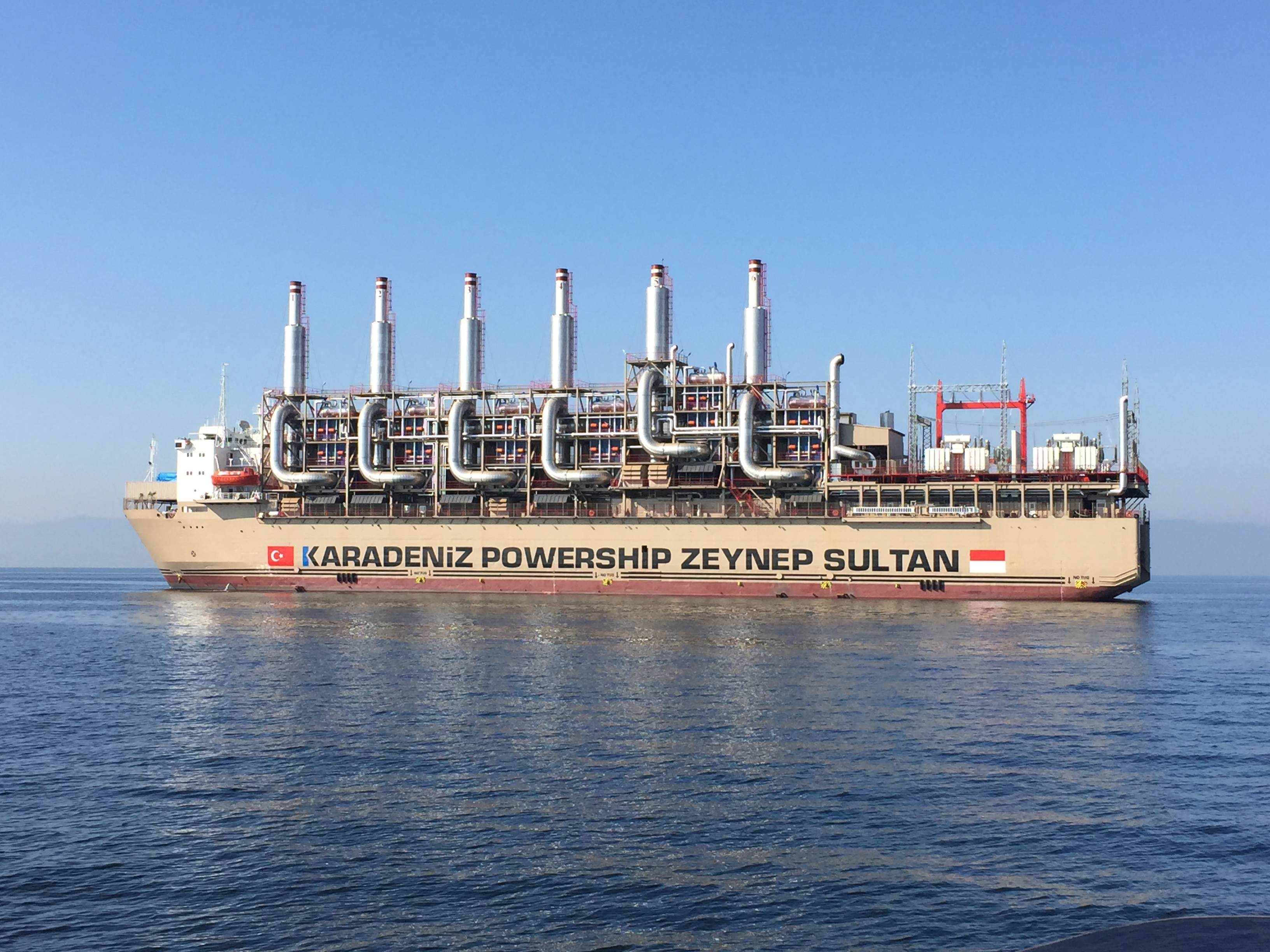
Судно у 2015 році на шляху зі Стамбула до Індонезії

На початку 2010-х років судно потрапило до турецької Karadeniz Holding, що в кінці 2000-х почала формування першого у світі флоту плавучих електростанцій. Вони мають надавати послуги країнам, які потерпають від енергодефіциту, на період до спорудження останніми постійних генеруючих потужностей. Корабель перейменували в Zeynep Sultan та у вересні 2013-го узялись за його переобладнання на стамбульській верфі Sedef Shipyard. Zeynep Sultan оснастили шістьма дизель-генераторами MAN 18V51/60DF, які через котли-утилізатори живлять парову турбіну. Загальна потужність станції складає 115 МВт, а як паливо вона може використовувати нафтопродукти та природний газ.
Першим завданням Zeynep Sultan стала робота у Індонезії. В грудні 2015-го судно прибуло до Купангу на острові Тимор, де очікували великий дефіцит електроенергії під час різдвяних та новорічних свят. Втім, вже у січні 2016-го Zeynep Sultan розпочало роботу за основним місцем призначення в Амуранзі (завершення північно-східного півострова острова Сулавесі). Перші кілька років станція використовувала нафтопродукти, а з вересня 2020-го отримала можливість працювати на природному газі, який надходить від плавучої установки з регазифікації та зберігання зрідженого природного газу Hua Xiang 8.